# ۱۱۲۲ (قمری)
۱۱۲۲ (قمری)، هزار و صد و بیست و دومین سال در گاهشماری هجری قمری است. اول محرم این سال برابر با دوم مارس سال ۱۷۱۰ میلادی است.